# Königshaus am Schachen

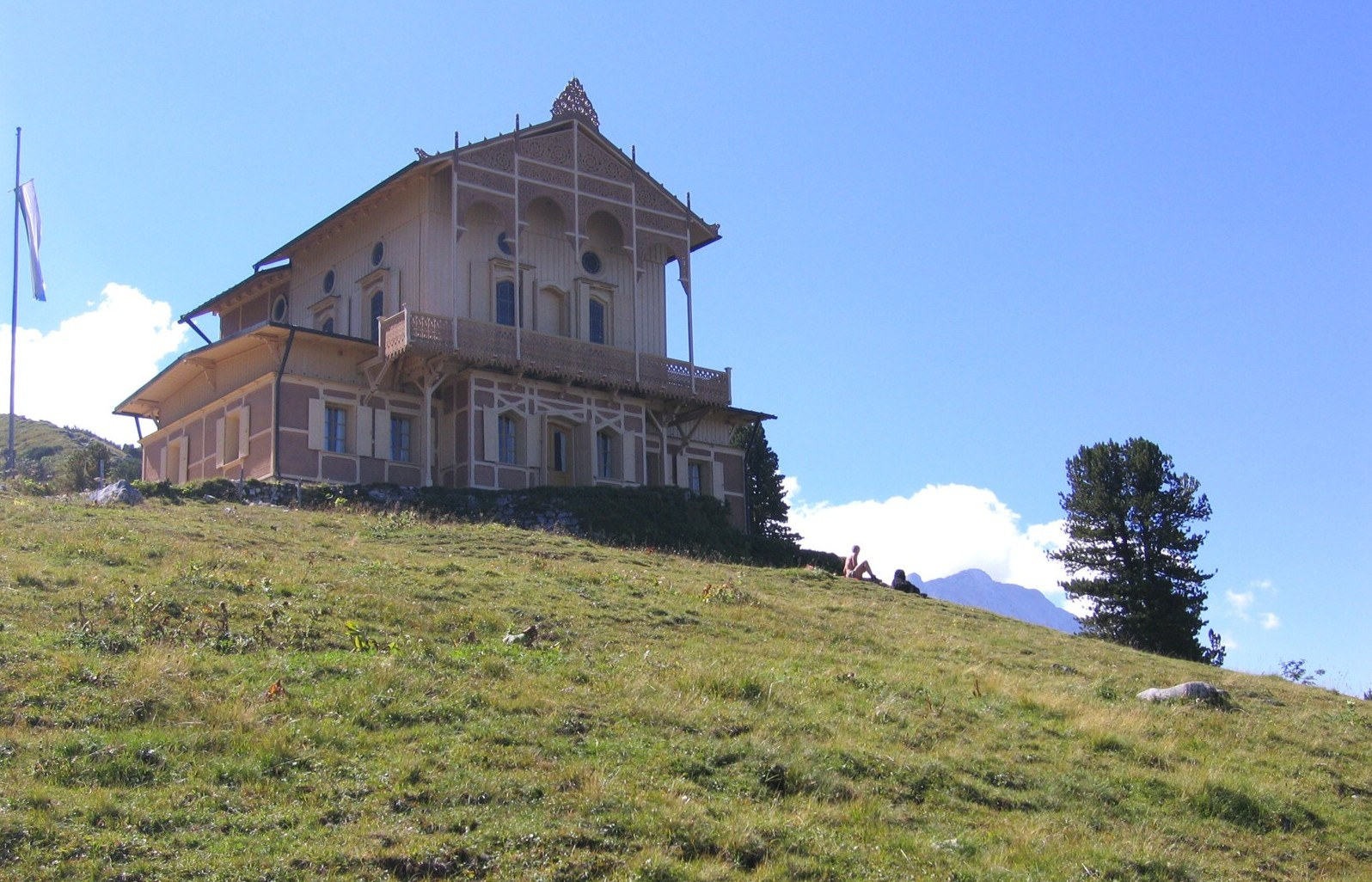
Fachada da Königshaus am Schachen.

A Königshaus am Schachen (em português: Casa do Rei em Schachen) é um pequeno palácio (Schlösschen) situado a 1.866 m de altitude no Monte Schachen, a sul de Garmisch-Partenkirchen, no maciço montanhoso de Wetterstein.
Foi construído, entre 1869 e 1872, para Luís II da Baviera, por Georg Dollmann, ao estilo dos chalés em madeira suiços. Só pode ser alcançado depois duma caminhada de três a quatro horas a partir do Schloss Elmau ou de Garmisch-Partenkirchen, permitindo uma magnífica vista de Zugspitze.
Por vezes o palácio também é chamado de "Jagdschloss" (pavilhão de caça), embora Luís II nunca tenha realizado ali qualquer caçada.

## Interiores

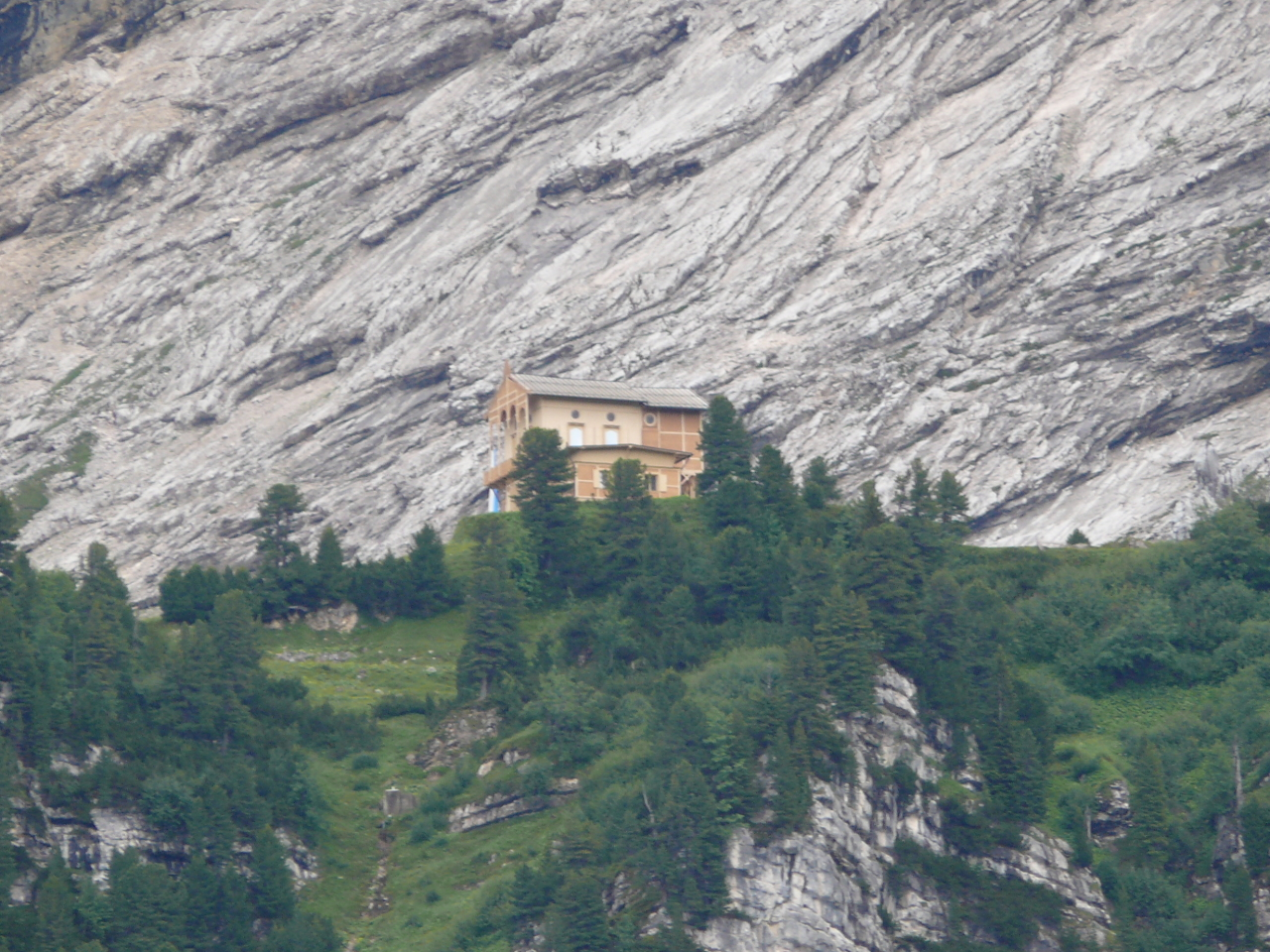
A Königshaus am Schachen vista de Reintal.

Embora os quartos do piso térreo folheados com pinus cembra (sala de estar, sala de estudo, quarto de dormir, toilette) tenham sido mantidos num estilo relativamente simples, no primeiro andar encontra-se uma Sala Turca (Türkische Zimmer), uma sala cerimonial em estilo mourisco, concebida pelo rei com os palácios turcos como modelo. Desdobram-se aqui, num esplendor oriental, uma fonte rumorejante, refinados tapetes cobrindo o solo, talhas douradas, penas de pavão, luxuosos divãs, vasos esmaltados, lustros sumptuosos e vidros coloridos, criando uma atmosfera das "mil e uma noites", na qual o rei se sentia como Califa e Sultão, Xeque, Emir e mestre de todos os muçulmanos. Na Königshaus am Schachen, o Rei Luís II passou várias vezes a sua data de aniversário, 25 de Agosto.

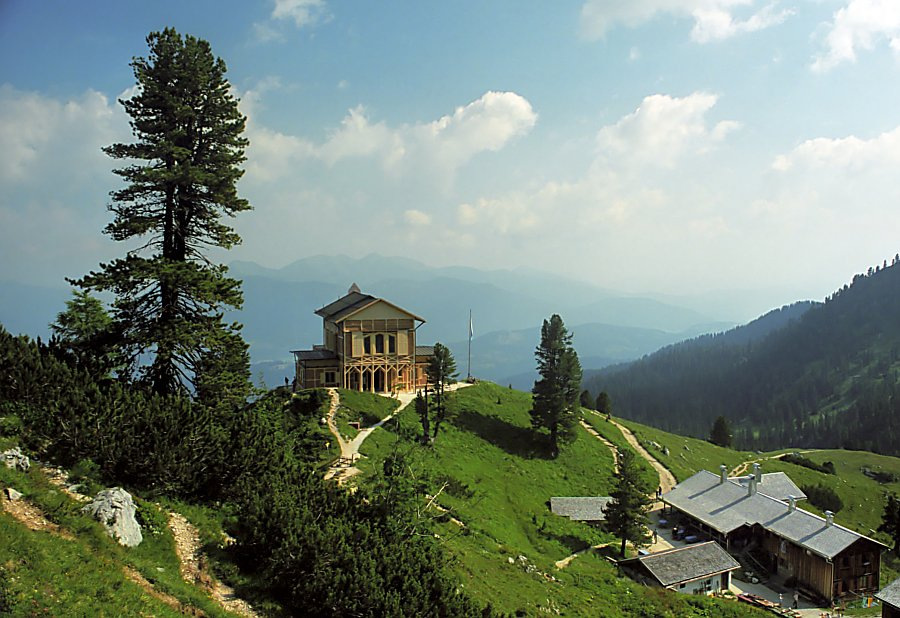
Vista geral da Königshaus am Schachen.

Com a sua madeira serrada com arte e a varanda voltada para o campo, a Königshaus am Schachen apresenta um aspecto bastante modesto quando comparada com outros palácios de Luís II.

## OAlpinum
Abaixo do palácio fica um Alpinum (jardim alpino), instalado em 1900. Este jardim é uma filial do Botanischer Garten München-Nymphenburg (Jardim Botânico de Munique), e mostra mais de 1000 espécies de plantas de montanha de todo o mundo, desde os Alpes aos Himalaias.

## Literatura
- Ludwig Merkle: Ludwig II. und seine Schlösser. Bruckmann Verlag, Munique, 1995, ISBN 3-7654-2758-6
- Michael Neumann-Adrian: Das König-Ludwig-Wanderbuch. Steiger Verlag, Mumique, 2001, ISBN 3-89652-129-2